# Sindrome di Bonnet-Dechaume-Blanc
La sindrome di Bonnet-Dechaume-Blanc, nota anche come sindrome di Wyburn-Mason, è una rara malattia congenita caratterizzata da malformazioni artero-venose del cervello, della retina o dei nevi facciali. La sindrome ha una serie di possibili sintomi e può, più raramente, colpire la pelle, le ossa, i reni, i muscoli e il tratto gastrointestinale. Quando la sindrome colpisce il cervello, le persone possono sperimentare forti mal di testa, convulsioni, ictus, meningismo e deficit neurologici progressivi dovuti a ischemia acuta o cronica causata da shunt artero-venoso.
Nella retina, la sindrome causa malformazioni vascolari retinocefaliche che tendono a presentarsi con emorragia intracranica e portano alla diminuzione dell'acuità visiva, proptosi, difetti pupillari, atrofia ottica, congestione della congiuntiva bulbare e difetti del campo visivo. Le lesioni retiniche possono essere unilaterali e tortuose e i sintomi iniziano a comparire nella seconda e terza decade di vita.
La sindrome può presentarsi con lesioni cutanee o con pelle con diversa consistenza, spessore e colore, di solito sul viso. I tratti del viso causati dalla sindrome variano da un leggero scolorimento a nevi estesi e angiomi della pelle. In alcuni casi, possono essere interessati anche i seni frontali e mascellari.
Al 2012 sono stati segnalati solo 52 casi di pazienti con sindrome di Bonnet-Dechaume-Blanc. I sintomi si notano raramente nei bambini e la sindrome viene spesso diagnosticata nella tarda infanzia o nella prima età adulta quando compare la disabilità visiva. La fluorangiografia è comunemente usata per diagnosticare la sindrome.
Esistono diversi metodi per il trattamento dei pazienti con sindrome di Bonnet-Dechaume-Blanc. Tuttavia, il trattamento ottimale è incerto. I pazienti con lesioni intracraniche vengono trattati con un intervento chirurgico e in alcuni casi questa procedura ha avuto successo. Altri trattamenti includono embolizzazione, radioterapia e osservazione continua.
Con una ricerca limitata sulla sindrome di Bonnet-Dechaume-Blanc, i ricercatori si sono concentrati sui risultati clinici e radiologici piuttosto che su come gestire questa sindrome rara e non ereditabile.

## Segni e sintomi

Occhio sinistro che mostra proptosi.

In genere non diagnosticata fino alla tarda infanzia o più tardi, la sindrome di Bonnet-Dechaume-Blanc si presenta con una combinazione di sintomi del sistema nervoso centrale (mesencefalo), sintomi oftalmici (retina) e sintomifacciali. Il grado di espressione dei componenti della sindrome varia sia clinicamente che strutturalmente. I sintomi comuni che portano alla diagnosi sono mal di testa, dolore retroorbitale ed emianopsia.

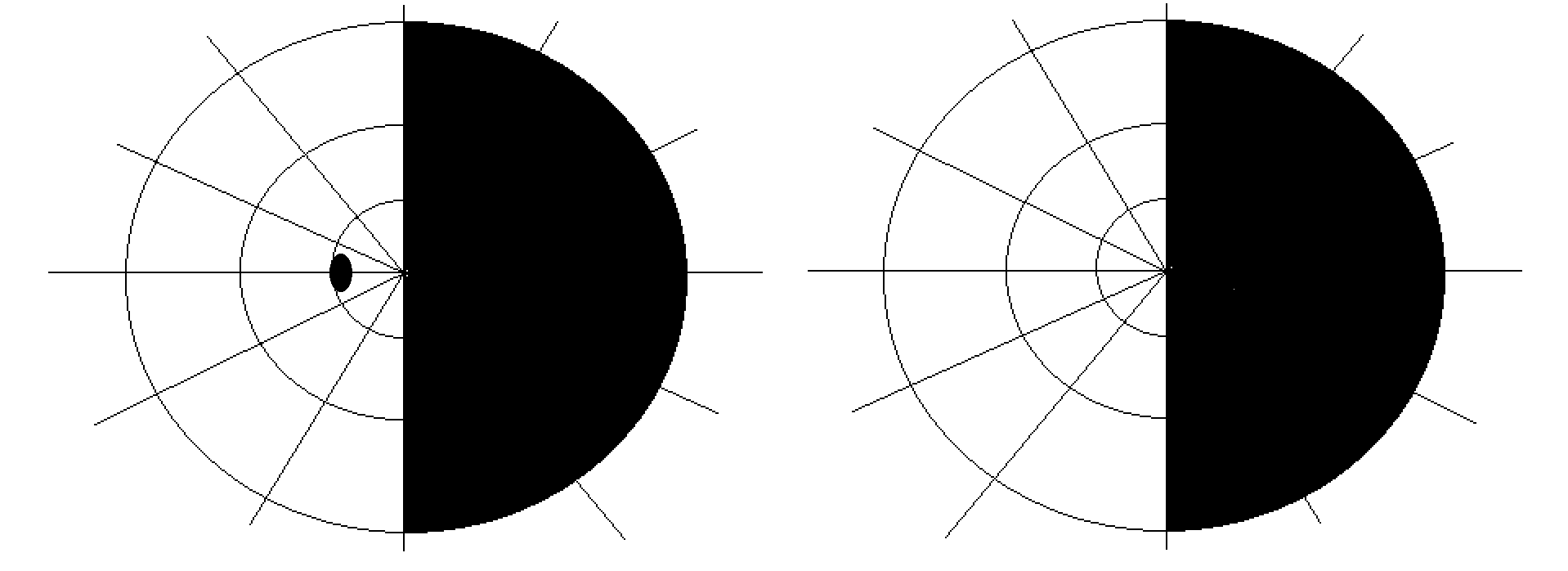
Campo visivo dell'omonima emianopsia

### Segni oftalmici
I sintomi oftalmici della sindrome di Bonnet-Dechaume-Blanc si presentano come malformazioni artero-venose retiniche (AVM). Esistono tre categorie di AVM in base alla loro gravità. La prima categoria è costituita dal paziente che presenta piccole lesioni solitamente asintomatiche. La seconda categoria, più grave della prima, è quando alla malformazione del paziente manca un capillare di collegamento tra un'arteria e una vena; senza di esso, possono verificarsi edema, emorragia e disturbi visivi. La categoria tre si riferisce a malformazioni così gravi che i vasi dilatati non permettono di distinguerepiù tra arteria e vena e il paziente ha un rischio significativamente maggiore di perdita della vista. Poiché le lesioni retiniche osservate variano da grandi malformazioni vascolari che colpiscono la maggior parte della retina a malformazioni appena visibili, le lesioni possono causare un'ampia gamma di sintomi, tra cui diminuzione dell'acutezza visiva, proptosi, difetti pupillari, degenerazione del nervo ottico e difetti del campo visivo. Il tipo più comune di danno del campo visivo dovuto agli AVM è l'emianopsia omonima, che di solito è unilaterale.

### Sistema Nervoso Centrale
I sintomi del sistema nervoso centrale (SNC) della sindrome di Bonnet-Dechaume-Blanc dipendono fortemente dalla posizione e dalle dimensioni degli AVM cerebrali. Il sintomo più comune è un emangioma intracranico nel mesencefalo. Le malformazioni cerebrali possono provocare forti mal di testa, emorragie cerebrali, vomito, meningismo, convulsioni, ictus acuti e deficit neurologici progressivi dovuti a ischemia acuta o cronica causata da shunt artero-venoso.

### Viso
I tratti del viso della sindrome di Bonnet-Dechaume-Blanc variano da caso a caso. Una persona che mostra segni della sindrome può mostrare una leggera decolorazione della pelle, nevi o angiomi della pelle. Alcuni pazienti con questo disturbo presentano anche AVM ad alto flusso nelle regioni maxillo-facciale o mandibolare (mascella). Un altro indicatore facciale di questa malattia sono le malformazioni che interessano i seni frontali o mascellari.

## Cause

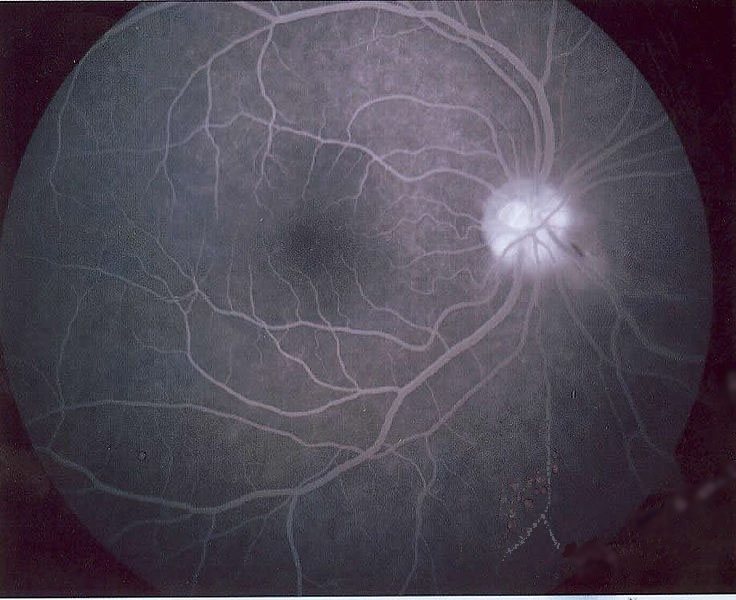
L'angiografia con fluoresceina può rivelare malformazioni artero-venose.

La sindrome di Bonnet-Dechaume-Blanc è il risultato di malformazioni artero-venose. La causa esatta di questo disturbo è sconosciuta e non è stata identificata alcuna anomalia genetica specifica. La sindrome è un disturbo congenito che inizia a svilupparsi intorno alla settima settimana di gestazione quando la maturazione delle cellule mesenchimali retiniche non avviene correttamente. Lo sviluppo anormale del tessuto vascolare porta a malformazioni artero-venose, che interessano sia le strutture visive che cerebrali.

## Diagnosi
La diagnosi si verifica comunemente durante l'infanzia e spesso si verifica incidentalmente in pazienti asintomatici o che accusano disabilità visiva. I primi sintomi si riscontrano comunemente durante gli screening di routine della vista.
È possibile utilizzare una serie di esami per determinare l'entità della sindrome e la sua gravità. La fluorangiografia è molto utile nella diagnosi delle caratteristiche retiniche della malattia e l'uso dell'ecografia e della tomografia a coerenza ottica (OCT) sono utili per confermare la malattia. Gli esami neuro-oftalmici rivelano difetti pupillari. Gli esami del fondo dell'occhio, consentono di rilevare malformazioni artero-venose. L'esame neurologico può determinare deficit neurologici come emiparesi e parestesie. La risonanza magnetica viene utilizzata per la valutazione del cervello e può consentire la visualizzazione del nervo ottico e di qualsiasi possibile atrofia. La RM, la TC e l'angiografia cerebrale possono essere utilizzate per indagare l'estensione e la posizione di eventuali lesioni vascolari che interessano il cervello.

## Trattamento
Il trattamento per la sindrome di Bonnet-Dechaume-Blanc è controverso a causa della mancanza di consenso sulle diverse procedure terapeutiche per il trattamento delle malformazioni artero-venose. Il primo trattamento di successo è stato eseguito da Morgan et al., che hanno combinato resezione intracranica, legatura dell'arteria oftalmica e legatura arteriosa selettiva dell'arteria carotide esterna. In particolare, il paziente non aveva malformazioni vascolari retiniche.
Le lesioni vengono osservate attentamente per i cambiamenti di dimensioni. La prognosi è migliore quando le lesioni sono lunghe meno di 3 cm. La maggior parte delle complicazioni si verifica quando le lesioni sono di dimensioni superiori a 6 cm. I trattamenti non chirurgici includono embolizzazione, radioterapia e osservazione continua.
Quando si persegue il trattamento, è importante considerare la dimensione delle malformazioni, le loro posizioni e il coinvolgimento neurologico. Poiché si tratta di una malattia congenita, non ci sono misure preventive da prendere a parte dai regolari follow-up per monitorare i sintomi in modo da evitare complicazioni future.

## Epidemiologia
La sindrome fu descritta per la prima volta nel 1943 e si credeva che fosse associata all'emangiomatosi racemosa della retina e alle malformazioni artero-venose del cervello. Non è ereditario. Considerato una facomatosi, ma raramente coinvolge la pelle.